# Districtul Balatonalmádi
Balatonalmádi (în maghiară Balatonalmádi járás) este un district în județul Veszprém, Ungaria.
Districtul are o suprafață de 239,75 km2 și o populație de 24.479 locuitori (2013).

## Localități
- Balatonakarattya
- Balatonalmádi
- Balatonfőkajár
- Balatonfűzfő
- Balatonkenese
- Csajág
- Felsőörs
- Királyszentistván
- Küngös
- Litér
- Papkeszi